# Alexanderhöhe (Iserlohn)
Die Alexanderhöhe, umgangssprachlich auch „die Höhe“ genannt, ist ein parkähnliches Gelände in Iserlohn in Nordrhein-Westfalen. Seit der Mitte des 19. Jahrhunderts dient es als Veranstaltungsort des Schützenfestes und ist in jüngerer Zeit auch Ort für kulturelle  Veranstaltungen.

## Ursprung und Namensgebung
Die Alexanderhöhe ist nach Alexander Löbbecke (1812–1867) benannt, einem Kaufmann und Schützen-Oberst. Am 8. August 1862 erwarb Löbbecke für 15.000 Thaler ein 12 Morgen großes Gebiet am Ackenbrock, das ursprünglich im Besitz von Johann Casper Lecke war. Er errichtete dort eine Schützenhalle, einen Schießstand und Wirtschaftsräume, um dem Iserlohner Bürger-Schützen-Verein (IBSV) eine Heimstätte zu bieten. Sie ist der Schützenplatz und das Festgelände des Schützen-Vereins.

## Geschichte

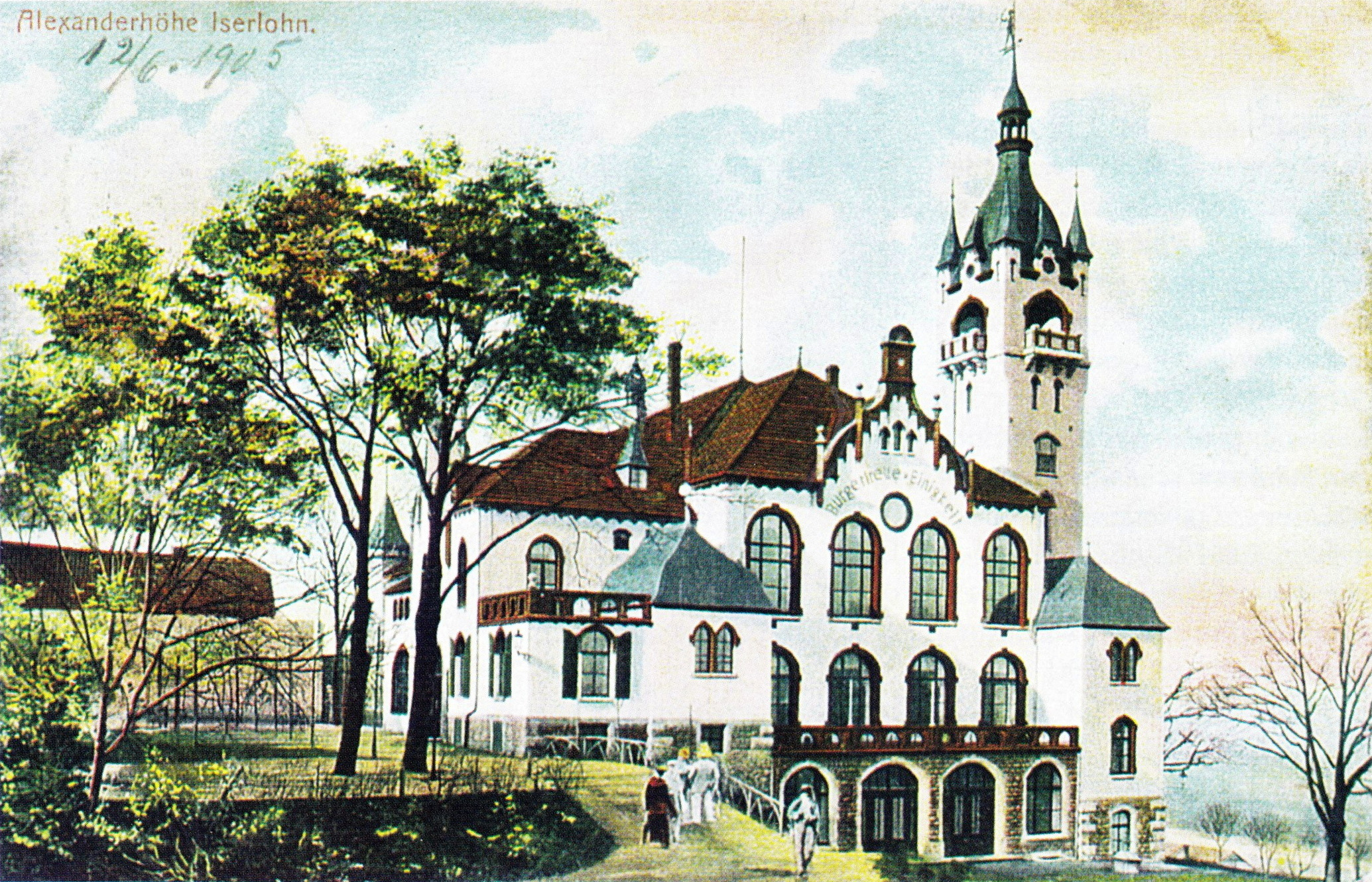
Neue Halle

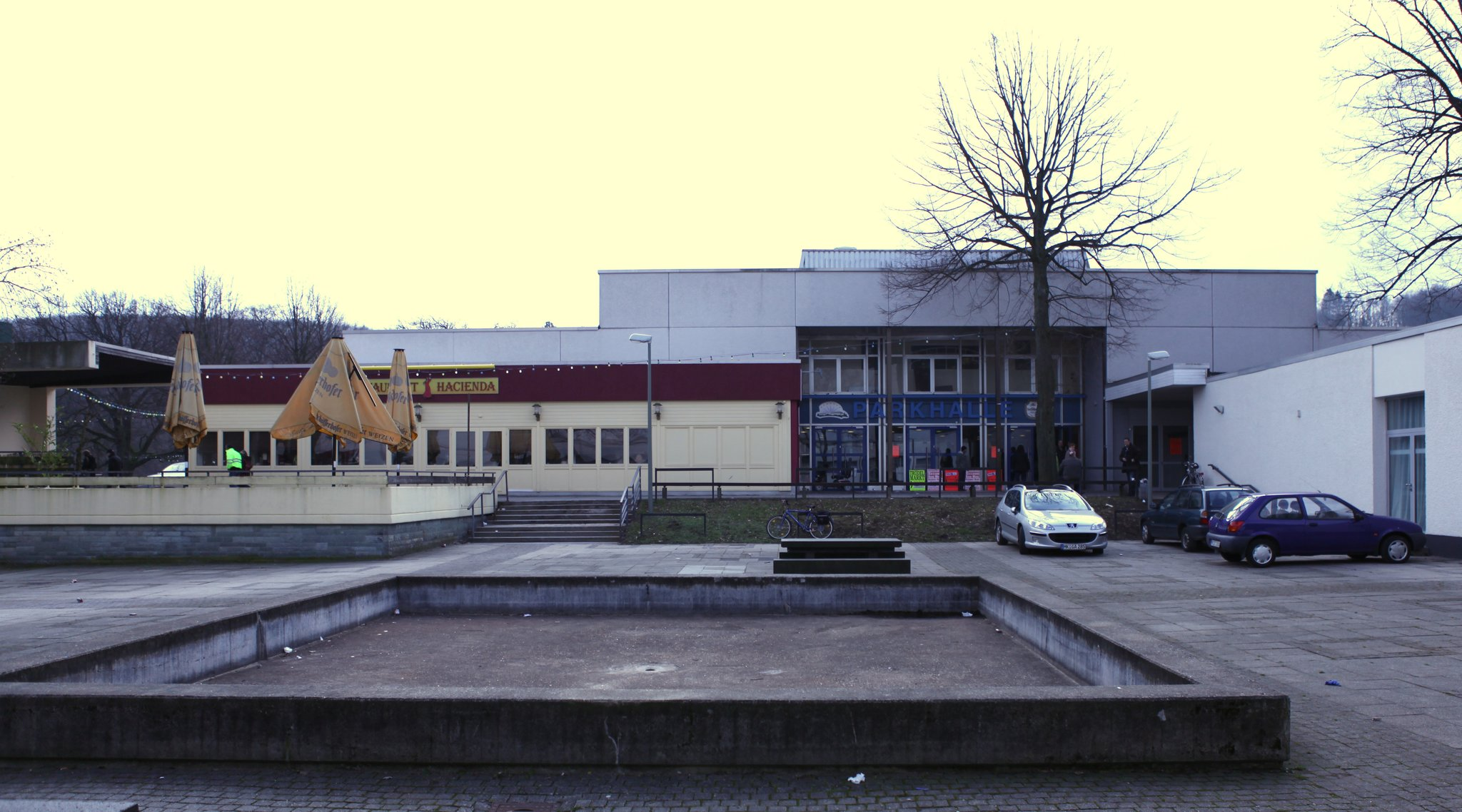
Neubau der Parkhalle (ab 1972)

### Bau der „Alten Halle“
Auf der Alexanderhöhe ließ der Iserlohner Bürger-Schützen-Verein (IBSV) 1862, nach Plänen des Iserlohner Baumeisters Max Nohl, eine Festhalle, die damalige „Alte Halle“, auch „Große Schützenhalle“ genannt, errichten. Sie wurde zum Schützenfest 1863 eingeweiht. Die Halle bot mit ihren Ausmaßen von 86 Meter × 26 Meter 4000 Personen Platz und war zur damaligen Zeit nach dem Kölner Gürzenich die zweitgrößte Schützenhalle in Westdeutschland.
Zudem entstand ein zweigeschossiges Schießhaus mit 150 Meter langen Schießbahnen und 1865 eine „Kleine Halle“ mit Bühne und Rittersaal. Während des Deutsch-Französischen Krieges 1870/71 diente die „Alte Halle“ als Lazarett mit 100 Betten.

### Entwicklung der „Neuen Halle“
1896 wurde die „Kleine Halle“ abgerissen, um Platz für eine größere Halle zu schaffen. Nach einem Architektenwettbewerb wurde die „Neue Halle“ von Otto Leppin entworfen und nach der Grundsteinlegung am 7. Mai 1898 erbaut. Sie besaß einen Rittersaal, einen Landwehrkeller, eine Bühne, Gastronomie und einen Turm, auf dessen Spitze sich die Silhouette eines Armbrustschützen befand. Die neue Schützenhalle bot 1500 Personen Platz. Die Fertigstellung erfolgte am 27. Januar 1899 (Kaisers Geburtstag). Offiziell eingeweiht wurde sie mit dem Schützenfest im Juli 1899. 70 Jahre lang war sie ein Wahrzeichen Iserlohns.

### Erweiterungen und Umbauten
Zum 200-jährigen Jubiläum des IBSV 1905 wurde auf dem Schützengelände südlich der neuen Halle ein Musikpavillon mit achtseitiger Dachform, errichtet, der Platz für ein 50-köpfiges Orchester bot. Dieser Musikpavillon, entworfen von Architekt August Deucker, wurde zu einem beliebten Ort für Veranstaltungen und gesellschaftliche Treffen. Ein Fasslager sowie eine Zapf- und Schankanlage im tragenden Untergeschoss des Pavillons reichte für die Getränkeversorgung des umliegenden 1000 m² großen Bier- und Kaffeegartens. Die Bürger schätzten den Bier- und Kaffeegarten, die morgendlichen Veranstaltungen mit Musik zu Ostern und Pfingsten, die Weihnachtsfeiern, aber auch über Iserlohn hinaus wurde die vom IBSV gärtnerisch gestaltete Alexanderhöhe mit Spielplatz und winterlicher Eisbahn als „sauerländisches Schmuckstück“ bezeichnet.
Im Jahre 1909 wurde die „Neue Halle“ bereits wieder modernisiert und als Kino sowie für Theatervorstellungen genutzt. Während des Ersten Weltkriegs wurde die Halle erneut als Lazarett genutzt und später als Kornlager. Der gesamte Wirtschaftsbetrieb auf der Alexanderhöhe kam mit Kriegsbeginn zum Erliegen. Die wirtschaftliche Lage der Bürgerschützenvereins verschlechterte sich und der Verein kämpfte ums Überleben. Das erste Schützenfest nach Kriegsende konnte erst wieder 1921 gefeiert werden.

### Eigentumsübertragung und spätere Entwicklungen
1942 ging die Alexanderhöhe in den Besitz der Stadt Iserlohn über, wobei der IBSV verbriefte Rechte behielt. 1954 wurde der Musikpavillon abgerissen, um Platz für das Parktheater zu schaffen. Von 1961 bis 1964 wurde die „Neue Halle“, unter dem Architekten Ernst Dossmann und Hans Reime aus Iserlohn, zum „Parktheater“ umgebaut. Ein Theater mit Anbau eines großen Bühnenhauses samt Neugestaltung des Zuschauerraumes und Verkleidung des Turmes. Mit regelmäßigen Theater- und Kulturveranstaltungen entwickelte es sich zum kulturellen Mittelpunkt der Stadt Iserlohn. Die direkt daneben befindliche „Alte Halle“ wurde in „Parkhalle“ umbenannt.
In der Nacht vom 14. auf den 15. Februar 1970 um 3.23 Uhr brannte die „Parkhalle“, der Neubau der „Alten Halle“, wegen einer Überhitzung verstaubter Heizungsrohre komplett bis auf die Grundmauern nieder. Der Sachschaden wurde auf 3,5 Millionen Mark geschätzt. Neben der Stadt war der IBSV am meisten vom Feuer betroffen.
Im April 1972 war der  Neubau der Parkhalle vollendet. Die Halle, durch die Leichtbauweise eher ein Provisorium mit großem Saal, Restaurant, Püttersaal, Kegelbahnen und einer der „schönsten Diskotheken Westfalens“, wurde zum Mittelpunkt des gesellschaftlichen und sportlichen Lebens. Bei einer turnusmäßigen Überprüfung empfahl ein Gutachter am 5. Dezember 2017 die sofortige Schließung der Parkhalle nebst Restaurant, Kegelbahn und Billardcafé, da sie inzwischen dermaßen marode war, dass unter anderem Fassadenteile herunterstürzen könnten. 2018 wurde das Gebäude abrissen.

## Veranstaltungen

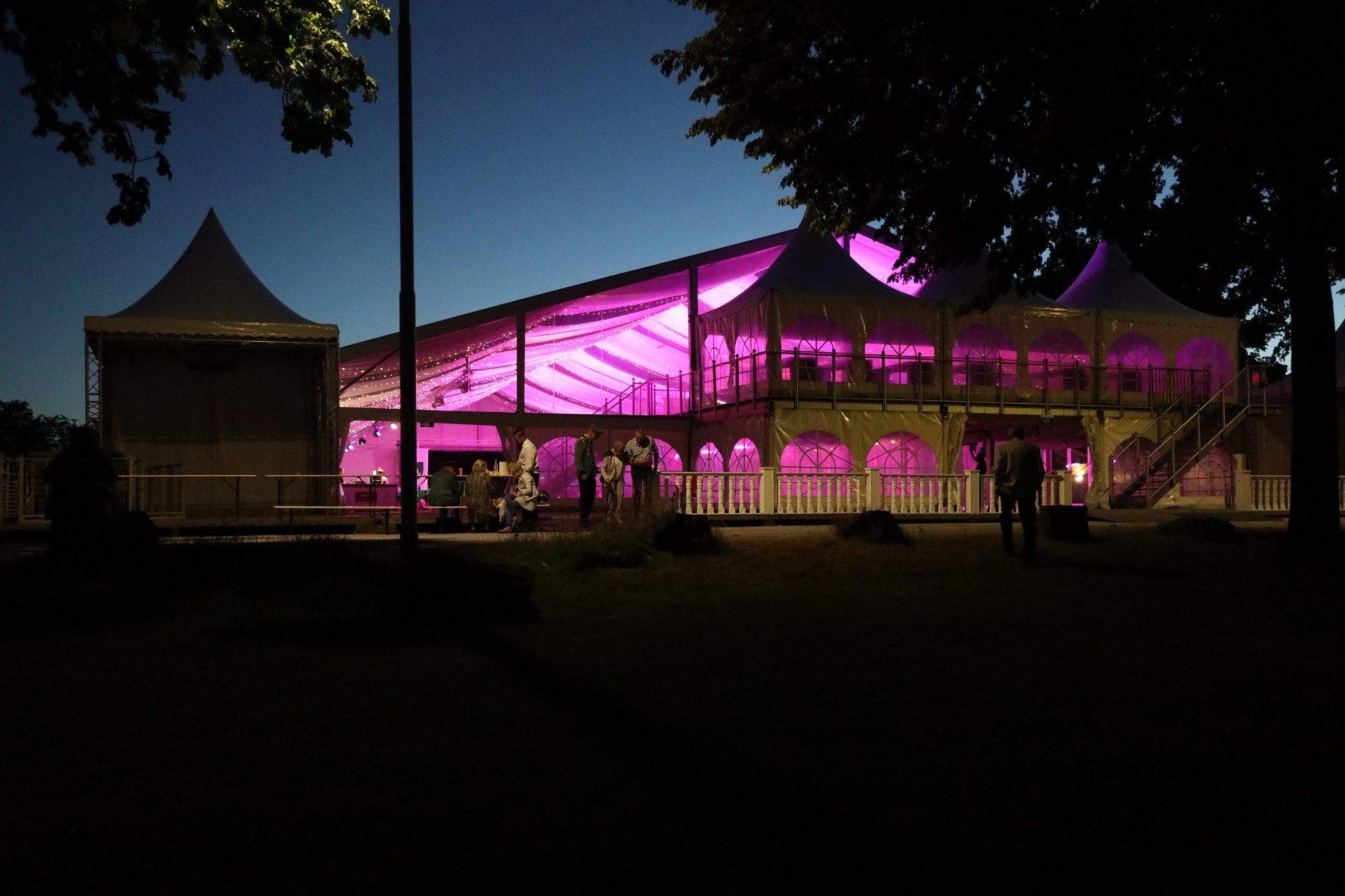
Festzelt des IBSV ab 2018

Seit Abriss des maroden Parkhallenkomplexes wird auf der Alexanderhöhe seit 2018 jährlich ein 1000 Personen fassendes „Galazelt“ mit Biergarten und Empore aufgebaut, um das 4-tägige Schützenfest des IBSV zu feiern. Neben dem Schützenfest finden auf der Alexanderhöhe im Parktheater Konzerte und andere kulturelle Events statt.